# Gustaf Petrén (kirurg)

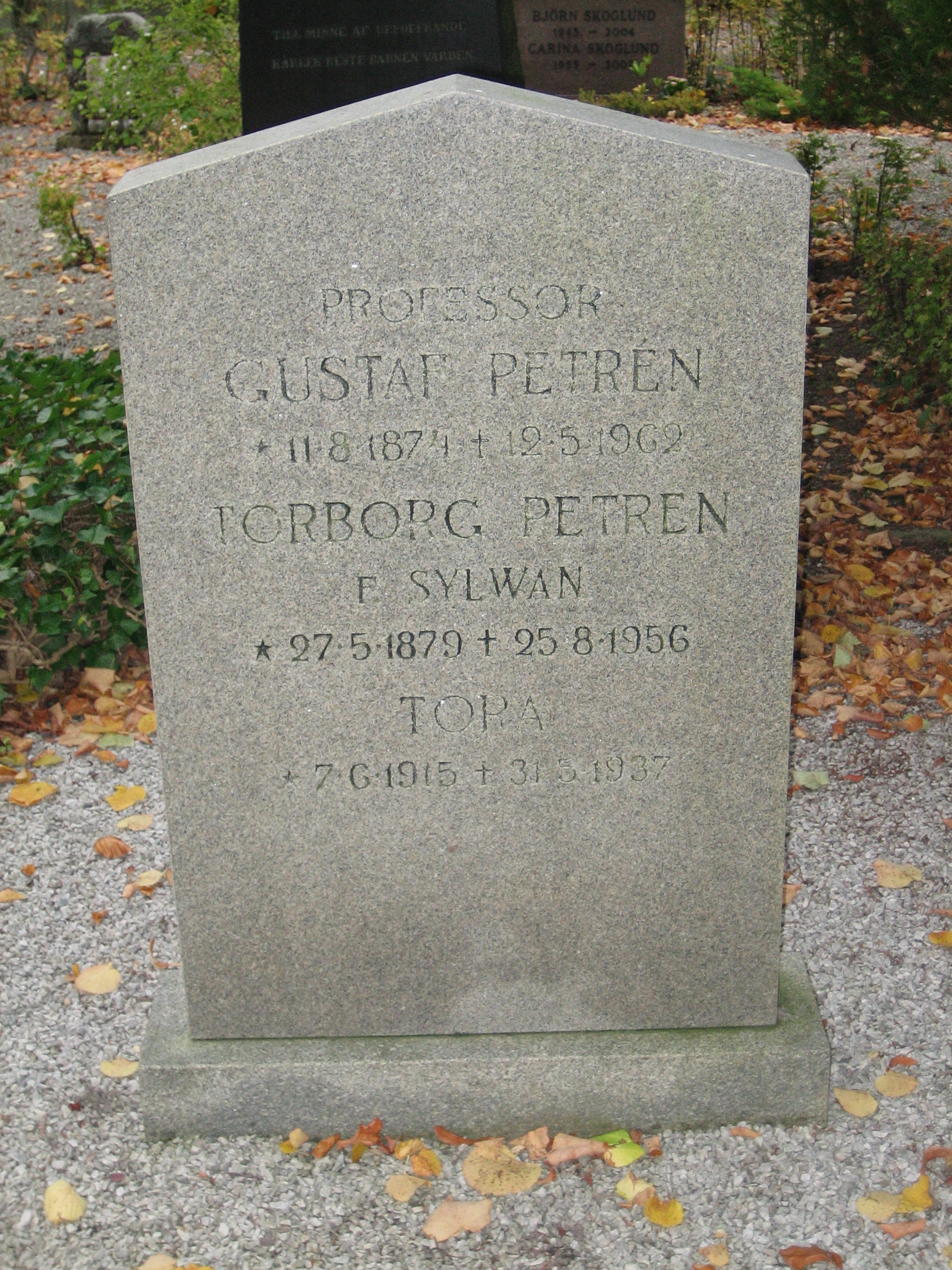
Gustaf Petréns grav på Östra kyrkogården i Lund.

Erik Gustaf Petrén, född 11 augusti 1874 i Halmstads församling, Malmöhus län, död 12 maj 1962 i Lund, var en svensk kirurg. 
Petrén avlade filosofie kandidatexamen 1895 och medicine licentiatexamen 1904 samt promoverades till medicine doktor 1911, allt vid Lunds universitet, tjänstgjorde 1896–1910 som amanuens (efter vartannat) i anatomi och patologi vid medicinska fakulteten i Lund samt vid olika kliniker där och vid Serafimerlasarettet (1900–1901), blev 1911 docent i kirurgi i Lund samt var 1909–1917 tillförordnad överläkare eller lasarettsläkare vid skilda sjukhus. 
Petrén var professor i kirurgi i Uppsala 1918–1921, därefter i Lund 1921–1939. Han utgav bland annat arbeten om bukorganens och urinvägarnas kirurgi. De större av dem rör behandlingen av uterusruptur (1909), mag- och duodenalsårets kirurgi (1911—12), postoperativ obturerande lungemboli (1913), leverabscesser (1914), postoperativa kolemiska blödningar och blodkoagulationen vid ikterus (1917, 1920, 1924), accessoriska njurkärl (1921) och operation av ryggmärgstumörer (1923).
Petrén företog flera studieresor utomlands (1905, 1908–1909, 1913–1915) och bevistade ett flertal kirurgiska kongresser. År 1927 ledde han den Nordvästtyska Kirurgföreningens 34:e kongress i Lund.
Gustaf Petrén var son till kyrkoherden Carl Daniel Edvard Petrén och Charlotte Göransson. Han var bror till Thure, Edvard, Alfred, Karl, Bror, Jakob, Viktor, Ebbe och Louise Petrén samt far till Gustaf, Erik och Otto Petrén. Gustaf Petrén ligger begraven på Östra kyrkogården i Lund.